# Igor Ozim
Igor Ozim (* 9. Mai 1931 in Ljubljana, Königreich Jugoslawien; † 23. März 2024 in Salzburg) war ein slowenisch-österreichischer Violinist.

## Leben
Igor Ozim ist in einer Musikalischen Familie aufgewachsen. Beide seiner Eltern waren Pianisten und sein Bruder wurde ebenso Violinist. Nach seinem Studium bei Leon Pfeifer an der Musikhochschule Ljubljana erhielt er 1949 ein Stipendium des British Council für ein Studium am Royal College of Music bei Albert Sammons. Weiter studierte Ozim bei Max Rostal in London. 1951 gewann er den Carl-Flesch-Preis und 1953 den Internationalen Musikwettbewerb der ARD. Es folgte eine weltweite Konzerttätigkeit unter anderem mit dem London Philharmonic Orchestra, den Warschauer Philharmonikern und den Berliner Philharmonikern. Ozim lehrte als Professor an der Hochschule für Musik Köln, an der Hochschule für Musik in Bern und am Mozarteum in Salzburg. Er gab weltweit Meisterkurse und war Jurymitglied bedeutender Wettbewerbe wie dem Internationalen Max-Rostal-Wettbewerb und dem Internationalen Violinwettbewerb Henri Marteau.

## Schüler
- Konstantin Gockel
- Christiane Hutcap
- Aleksey Igudesman
- Gwendolyn Masin
- Primož Novšak
- Peter Rundel
- Bastin Schäfer
- Boris Schmitz
- Wolfram Lohschütz
- Lea Birringer
- Rachel Kolly
- Johannes Lechner[6]

## Tondokumente
- Virtuose Violinstücke, Vol. 1, Vol. 2, Koch Schwa (Koch International) 1996